# Brännästräsket
Brännästräsket är en sjö i Luleå kommun i Norrbotten och ingår i Råneälven-Altersundets kustområde. Sjön har en area på 0,0443 kvadratkilometer och ligger 42 meter över havet.

## Delavrinningsområde
Brännästräsket ingår i det delavrinningsområde (731012-179519) som SMHI kallar för Mynnar i Västra Lakaviken. Medelhöjden är 31 meter över havet och ytan är 2,38 kvadratkilometer. Det finns inga avrinningsområden uppströms utan avrinningsområdet är högsta punkten. Vattendraget som avvattnar avrinningsområdet har biflödesordning 2, vilket innebär att vattnet flödar genom totalt 2 vattendrag innan det når havet efter 2,4 kilometer. Avrinningsområdet består mestadels av skog (81 procent) och jordbruk (10 procent). Avrinningsområdet har 0,04 kvadratkilometer vattenytor vilket ger det en sjöprocent på 1,9 procent.